# Petersburg Borough
Petersburg Borough är en borough i den amerikanska delstaten Alaska. Dess säte är Petersburg.